# كوفيلي
كوفلي (Cofely) هي مؤسسة فرنسية متخصصة في الخدمات والصيانة وإدارة الطاقة، وهي فرع من المجموعة الأم GDF Suez (المعروفة حاليًا باسم Engie). نشأت الشركة بعد اندماج كل من Elyo Suez وCofathec GDF.
تعمل كوفلي في مجالات متعددة تشمل إدارة الطاقة، تحسين كفاءتها، وصيانة المعدات الكهربائية، بالإضافة إلى أنظمة التكييف، أجهزة التسخين، و ادارة المياه الصالحة للشرب و المواد الصحية، إلى جانب تنفيذ الأشغال المرتبطة بها. تقدم الشركة خدماتها لفئات متعددة من العملاء، بما في ذلك المباني السكنية والإدارية، الملاعب والمرافق الرياضية، المراكز الثقافية، والمساحات التجارية.
تتمتع كوفلي بخبرة واسعة في تقديم حلول مستدامة تهدف إلى تحسين كفاءة استهلاك الطاقة وتعزيز استدامة المباني والتجهيزات الحديثة.